# Systém devíti hodností a nestranně spravedlivého
Systém devíti hodností a nestranně spravedlivého (čínsky v českém přepisu ťiou-pchin čung-čeng č’-tu, pchin-jinem jiǔpǐn zhōngzhèng zhìdù, znaky 九品中正制度) byl systém výběru úředníků do státní administrativy v čínských státech ve 3. až 7. století.

## Historie systému
Vznikl začátkem 3. století, když vojevůdce Cchao Cchao budoval v rozkládající se říši Chan vlastní administrativu v rámci přípravy na vytvoření vlastního státu (Wej) a potřeboval do úřadů nabrat schopné a oddané muže. Tehdy na návrh svého ministra Čchen Čchüna zavedl systém výběru schopných mužů z regionů, jejich ohodnocení a následného zařazení do státní služby.
V rámci systému byl v každé komandérii jmenován úředník nazvaný „nestranně spravedlivý“ (中正, čung-čeng), který sepsal všechny schopné muže přicházející v úvahu pro úřední službu a dle jejich schopností je rozdělil do hodnostních tříd od prvé (nejvyšší) po devátou (nejnižší). Tyto hodnosti se nazývaly oblastní hodnosti (鄉品, siang-pchin) a odpovídaly taktéž devíti kategoriím úředních hodností (官品, kuan-pchin). Kandidát poté nastupoval úřední kariéru zpravidla v úřadě v kategorii o čtyři nižší než byla oblastní hodnost, kterou získal. Seznamy „nestranně spravedlivý“ každoročně zasílal krajskému nadřízenému a ten je předával ministerstvu státní správy.
Původní důraz na schopnosti kandidátů se rychle, během několika desetiletí, změnil a více váhy se kladlo na původ kandidátů. Časem zůstalo kritérium původu jediné a kandidáti se na seznamy řadili podle vznešenosti svého rodu či rodiny, resp. podle výše aristokratických titulů a úředních funkcí získaných příbuznými kandidáta. K usnadnění výběru pak vznikaly soupisy aristokratických rodů.
Od počátku 7. století byl výběr úředníků z aristokratických rodin nahrazován výběrem pomocí úřednických zkoušek.